# Banksia penicillata
Banksia penicillata là một loài thực vật có hoa trong họ Quắn hoa. Loài này được (A.S.George) K.R.Thiele miêu tả khoa học đầu tiên năm 1996.